# 内田啓一

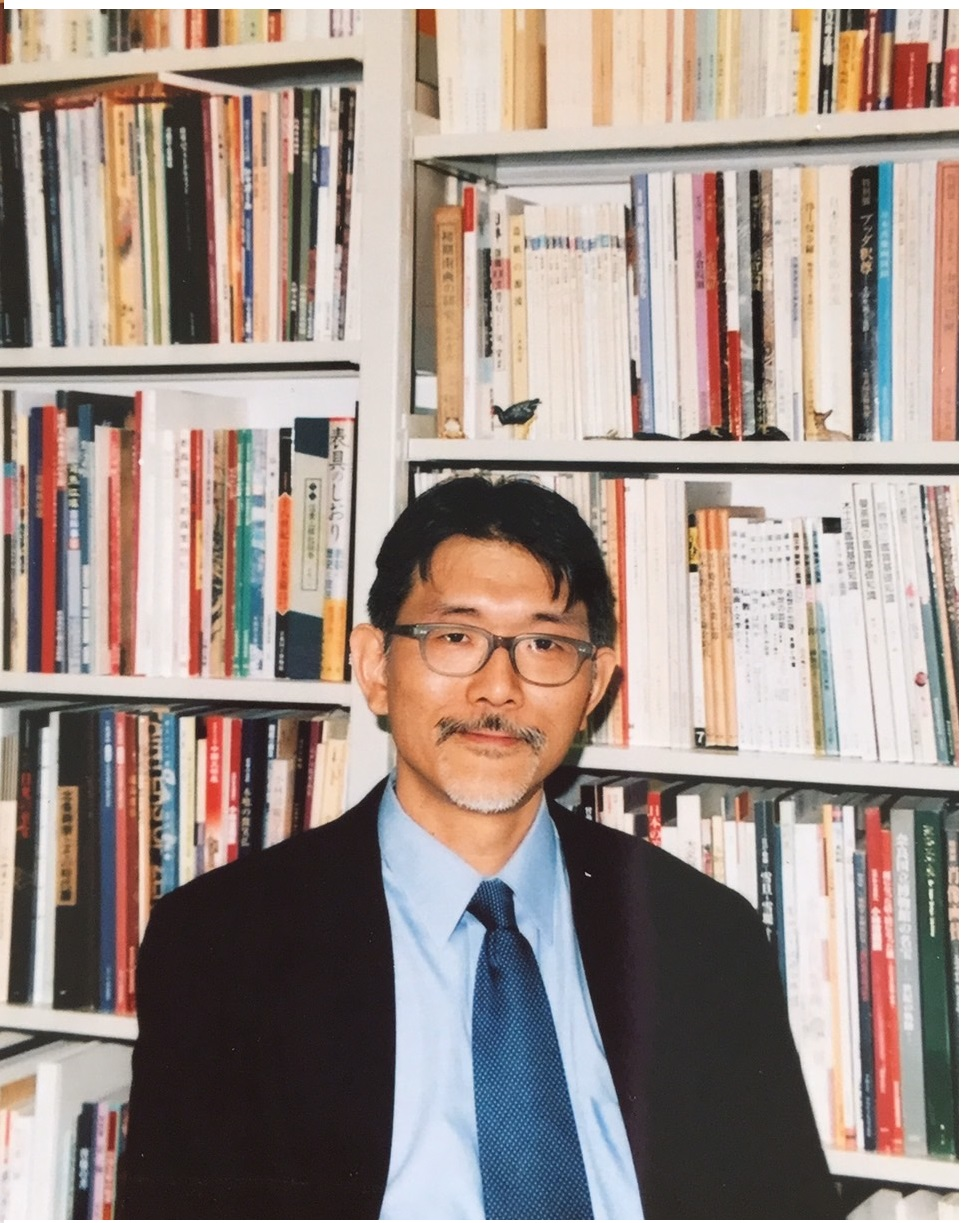
内田啓一

内田 啓一（うちだ けいいち、1960年11月1日 - 2017年2月8日）は、日本の美術史家。専門は、日本美術史・日本絵画史（中世）・日本版画史。早稲田大学文学学術院教授を歴任。

## 略歴
神奈川県横浜市鶴見区出身。神奈川県立横浜翠嵐高等学校を経て、1983年早稲田大学第二文学部卒業。1989年10月、早稲田大学大学院文学研究科博士課程満期退学、町田市立国際版画美術館学芸員となる。2000年、昭和女子大学専任講師、2004年同助教授、2005年同教授。この間、2003年6月、博士論文「中世律宗諸流派における造像とその特徴―西大寺流を中心に―」で博士（文学）を取得。2011年、早稲田大学文学学術院准教授、2013年同教授。
2017年2月8日、癌のため死去。

## 主な編著書
- 『文観房弘真と美術』法藏館　2006年
- 『江戸の出版事情』青幻舎 2007年
- 『密教の美術』東京美術 2008年
- 『浄土の美術』東京美術　2009年
- 『後醍醐天皇と密教』法藏館　2010年
- 『日本仏教版画史論考』法藏館　2011年
- 『かわいい禅画』三才ブックス 2016年
- 『美しき日本の仏教版画』東京美術 2018年
- 『仏教美術史展望』法藏館　2021年